# 宝塚球場
宝塚球場（たからづかきゅうじょう、1922年 - 1937年）は、かつて兵庫県川辺郡小浜村（現：兵庫県宝塚市）にあった野球場。

## 歴史
箕面有馬電気軌道（阪神急行電鉄、現：阪急阪神ホールディングス）は阪急宝塚線の全線開業後、兵庫県宝塚市を観光地として整備しようと宝塚新温泉、遊園地、動植物園を設置。そして阪急電鉄直属の宝塚少女歌劇団（現：宝塚歌劇団）を結成した。さらに1922年6月15日、この近接地に野球場、テニス場、陸上競技場を併設したスポーツセンターをオープンさせた。翌年より日本フットボール優勝大会（現在の全国高等学校サッカー選手権大会および全国高等学校ラグビーフットボール大会）が2大会開催された。
2年後の1924年、日本運動協会（芝浦協会）が関東大震災の影響で運営が困難になり解散したのを受けて、その選手の受け皿として宝塚運動協会を結成。本球場を本拠地として活動を行い、ノンプロ組織（社会人野球）との対戦もこなしたりした。しかし、当時は職業野球の文化が不充分でわずか5年後の1929年に解散してしまった。
それから7年後の1936年には同年結成の阪急軍（阪急職業野球団、現在のオリックス・バファローズ）の本拠地として利用され、職業野球公式戦を開催したが、翌1937年5月1日に完成した阪急西宮球場にその座を明け渡し、宝塚球場も解体された。跡地は宝塚映画製作所の第一撮影所（1938年8月12日完成）になったが、戦後は宝塚ファミリーランドとして整備された。
解体から約50年後の1989年12月に発売されたコンピュータゲーム作品の「ファミスタ'90」に『たからづか球場』という名前の架空の球場が登場したことがある。ただし、阪急西宮球場がモチーフになっているもので、全く関係ない。

## プロ野球公式戦開催実績
1936年に13試合開催。なお左側のチームが後攻（ホームチーム扱い）。

### 春季・宝塚大会
- 1936年5月22日 阪急軍 6-5 大東京軍
- 1936年5月23日 大東京軍 5-13 東京セネタース、大阪タイガース 6-4 名古屋軍
- 1936年5月24日 東京セネタース 13-2 名古屋軍、大阪タイガース 2-10 阪急軍[1]

### 秋季・大阪大会トーナメント戦
- 1936年10月23日（1回戦） 名古屋金鯱軍 16-8 東京セネタース、阪急軍 2-0 名古屋軍、大阪タイガース 9-9 大東京軍<9回引き分け>
- 1936年10月24日（1回戦再試合） 大阪タイガース 7-4 大東京軍
- 1936年10月25日（準決勝）名古屋金鯱軍 3-7 東京巨人軍、阪急軍 3-0 大阪タイガース
- 1936年10月27日 （3位決定戦）大阪タイガース 4-2 名古屋金鯱軍、（決勝）阪急軍 1-3 東京巨人軍

## 関連資料
- “【球跡巡り・第26回】阪急が産声を上げた温泉地の野球場 宝塚球場”. NPB.jp 日本野球機構 (2020年1月17日). 2020年12月17日閲覧。